# Tractat dels Dardanels
El Tractat del Dardanels (també conegut com el Tractat de Pau, Comerç i Aliança Secreta, el Tractat de Çanak o turc: Kale-i Sultaniye Antlaşması) va ser conclòs entre l'Imperi Otomà i el Regne Unit de la Gran Bretanya i Irlanda el 5 de gener de 1809 a Çanak, Imperi Otomà. El tractat va acabar amb la Guerra Anglo-turca. La Sublim Porta va restaurar els privilegis en el comerç per als britànics a l'Imperi. El Regne Unit va prometre protegir la integritat de l'Imperi Otomà contra l'amenaça francesa en el context de les Guerres Napoleòniques, amb la seva pròpia flota i amb el subministrament d'armes a Istanbul. El tractat va afirmar el principi que cap vaixell de guerra de qualsevol poder hauria d'entrar als Estrets dels Dardanels i del Bòsfor. El tractat es va anticipar a la Convenció dels Estrets de Londres de 1841, que tindria els mateixos principis.